# Tragedy (Bee Gees)
Tragedy è una canzone dei Bee Gees, inclusa nell'album del 1979 Spirits Having Flown e da esso estratta come secondo singolo.

## Descrizione
Il singolo raggiunse la posizione numero uno nella classifica inglese e quella della classifica statunitense per due settimane ed in Canada per quattro settimane, ottenendo anche un notevole successo nel resto del mondo dove arriva primo in Francia, Italia, Nuova Zelanda e Spagna, secondo in Austria, Svizzera, Australia, Germania e Sudafrica, quarto in Norvegia, quinto nei Paesi Bassi e sesto in Svezia.
Benché non presente nella colonna sonora del film La febbre del sabato sera, Tragedy fu in seguito inserita nell'accompagnamento musicale del musical ispirato al film.
Il singolo ebbe il merito di scalzare dalla vetta della Billboard Hot 100 I Will Survive di Gloria Gaynor per due settimane, per poi lasciare nuovamente il posto al singolo della Gaynor, che mantenne la vetta per un'ulteriore settimana.
Nel 1979 la NBC mandò in onda uno speciale sui Bee Gees, in cui fu mostrato come il suono dell'esplosione presente nel brano era stato realizzato. Barry Gibb riproduceva un suono sordo con le proprie mani, ed in fase di mixaggio tale effetto veniva amplificato e moltiplicato per avere l'effetto di una forte esplosione.
Nel 1998 una cover di Tragedy registrata dalla band Steps arrivò anch'essa alla prima posizione della classifica inglese. Nel 2006 anche i Celldweller hanno realizzato una cover del brano per il download su iTunes.
Nel 2024 viene usata in una scena del film Beetlejuice Beetlejuice diretto da Tim Burton. 

## Tracce
1. Tragedy – 5:00
2. Until – 2:25

## Classifiche

### Classifiche settimanali
| Classifica (1979)                | Posizione massima |
| -------------------------------- | ----------------- |
| Australia                        | 2                 |
| Austria                          | 2                 |
| Belgio (Fiandre)                 | 3                 |
| Canada                           | 1                 |
| Europa                           | 1                 |
| Finlandia                        | 7                 |
| Francia                          | 1                 |
| Germania                         | 2                 |
| Irlanda                          | 1                 |
| Italia                           | 1                 |
| Norvegia                         | 4                 |
| Nuova Zelanda                    | 1                 |
| Paesi Bassi                      | 5                 |
| Regno Unito                      | 1                 |
| Spagna                           | 1                 |
| Stati Uniti                      | 1                 |
| Stati Uniti (adult contemporary) | 19                |
| Stati Uniti (dance club)         | 22                |
| Sudafrica                        | 2                 |
| Svezia                           | 6                 |
| Svizzera                         | 2                 |

### Classifiche di fine anno
| Classifica (1979) | Posizione |
| ----------------- | --------- |
| Australia         | 37        |
| Austria           | 18        |
| Belgio (Fiandre)  | 33        |
| Canada            | 12        |
| Francia           | 9         |
| Germania          | 30        |
| Italia            | 6         |
| Nuova Zelanda     | 15        |
| Paesi Bassi       | 37        |
| Stati Uniti       | 16        |
| Sudafrica         | 14        |